# جان الکساندر (هنرپیشه)
جان الکساندر (انگلیسی: John Alexander؛ ۲۹ نوامبر ۱۸۹۷ – ۱۳ ژوئیهٔ ۱۹۸۲) یک هنرپیشه اهل ایالات متحده آمریکا بود. وی بین سال‌های ۱۹۰۸ تا ۱۹۶۵ میلادی فعالیت می‌کرد.

## فیلم‌شناسی
از فیلم‌ها یا برنامه‌های تلویزیونی که وی در آن نقش داشته است می‌توان به آرسنیک و تور کهنه، آقای اسکفینگتون اشاره کرد.